# Félix Mourinho
Pour les articles homonymes, voir Mourinho (homonymie).
José Manuel Mourinho Félix, appelé parfois Félix Mourinho, est un footballeur – évoluant au poste de gardien de but – et entraîneur portugais né le 17 juin 1938 à Lagoa et mort le 25 juin 2017 à Setúbal. 

## Biographie

### En tant que joueur
International, Félix Mourinho reçoit une sélection en équipe du Portugal lors de l'année 1972.

### Famille
Félix Mourinho est le père de José Mourinho, lui aussi joueur et entraîneur de football.

## Carrière

### En tant que joueur
- 1958-1968 :  Vitória Setúbal
- 1969-1974 :  CF Belenenses

### En tant qu'entraîneur
- 1971 :  CF Belenenses
- 1976-1977 :  Estrela Portalegre
- 1977-1978 :  Caldas SC
- 1978-1979 :  União Leiria
- 1979-1981 :  Amora FC
- 1981-1982 :  Rio Ave
- 1982-1983 :  CF Belenenses
- 1983-1984 :  Rio Ave
- 1985 :  Varzim SC
- 1985-1986 :  União Madeira
- 1988-1989 :  O Elvas CAD
- 1989-1990 :  Benfica Castelo Branco
- 1995 :  Vitória Setúbal
- 1996 :  Vitória Setúbal

## Palmarès

### Joueur
Avec le Vitória Setúbal :
- Vainqueur de la Coupe du Portugal en 1965 et 1967

### Entraîneur
Avec l'Amora FC :
- Champion du Portugal D2 en 1979

Avec l'União Leiria :
- Champion du Portugal D2 en 1981